# Episodi di The Carrie Diaries (prima stagione)
La prima stagione della serie televisiva The Carrie Diaries è stata trasmessa negli Stati Uniti d'America dal 14 gennaio all'8 aprile 2013 dall'emittente statunitense The CW.
In Italia è stata trasmessa in prima visione assoluta dal 20 giugno 2013 al 1º agosto 2013 sul canale pay Mya, e in chiaro la stagione è stata trasmessa in prima visione da La 5 dal 22 gennaio al 5 marzo 2015.
| nº | Titolo originale                    | Titolo italiano             | Prima TV USA     | Prima TV Italia |
| -- | ----------------------------------- | --------------------------- | ---------------- | --------------- |
| 1  | Pilot                               | New York, sto arrivando!    | 14 gennaio 2013  | 20 giugno 2013  |
| 2  | Lie with Me                         | Tutti mentono               | 21 gennaio 2013  | 20 giugno 2013  |
| 3  | Read Before Use                     | Maneggiare con cura         | 28 gennaio 2013  | 27 giugno 2013  |
| 4  | Fright Night                        | La notte di Halloween       | 4 febbraio 2013  | 27 giugno 2013  |
| 5  | Dangerous Territory                 | Territori inesplorati       | 11 febbraio 2013 | 4 luglio 2013   |
| 6  | Endgame                             | La festa del ringraziamento | 18 febbraio 2013 | 4 luglio 2013   |
| 7  | Caught                              | Scelte difficili            | 25 febbraio 2013 | 11 luglio 2013  |
| 8  | Hush Hush                           | Segreti                     | 4 marzo 2013     | 11 luglio 2013  |
| 9  | The Great Unknown                   | Un futuro inaspettato       | 11 marzo 2013    | 18 luglio 2013  |
| 10 | The Long and Winding Road Not Taken | Desideri esauditi           | 18 marzo 2013    | 18 luglio 2013  |
| 11 | Identity Crisis                     | Crisi d'identità            | 25 marzo 2013    | 25 luglio 2013  |
| 12 | A First Time for Everything         | La prima volta              | 1º aprile 2013   | 25 luglio 2013  |
| 13 | Kiss Yesterday Goodbye              | Il passato non ritorna      | 8 aprile 2013    | 1º agosto 2013  |

## New York, sto arrivando!
- Titolo originale: "Pilot"
- Diretto da: Miguel Arteta
- Scritto da: Amy B. Harris

### Trama
Castlebury, Connecticut, 1984. Carrie Bradshaw è una semplice ragazza di sedici anni ancora vergine a cui è da poco venuta a mancare la madre. Vive con Tom, il padre con cui ha un buon rapporto, e con la sorella minore di quattordici anni Dorrit, una ragazzina ribelle e anche cleptomane. Carrie ritorna a scuola dopo le vacanze estive e qui incontra i suoi tre migliori amici: l'asiatica Jill, detta "Mouse" e la coppia di fidanzati formata da Maggie e Walt, che la informano di un nuovo arrivato a scuola: l'affascinante Sebastian, su cui però la perfida Donna ha già messo gli occhi addosso. Carrie però rivela di aver già conosciuto Sebastian in piscina durante l'estate e di aver scambiato un bacio con lui. Anche le sue due amiche rivelano il loro segreto: hanno entrambe perso la verginità durante le vacanze, Jill con un ragazzo più grande che frequenta il college mentre Maggie con Walt. Il padre di Carrie propone alla ragazza uno stage in uno studio di avvocati a Manhattan e lei accetta entusiasta. Per il suo primo giorno di lavoro vuole avere la borsa di sua madre, che però Dorrit le ha rubato e che è stata accidentalmente rovinata dallo smalto. Carrie allora decide di personalizzarla schizzandola con smalti di vari colori e aggiungendo il proprio nome. A Manhattan Carrie inizia a lavorare nello studio dove ha a che fare con il suo capo, una donna acida e dispotica che le fa subito notare una smagliatura alle calze. Carrie corre in un centro commerciale a comprarne di nuove e qui conosce Larissa, una giovane editor di un giornale che Carrie adora. Carrie aiuta senza esserne inizialmente a conoscenza Larissa a rubare un abito e la sera stessa viene invitata ad una festa in un locale alla moda del centro, ma Carrie ha il ballo scolastico a cui sicuramente Sebastian vorrà invitarla, ma poi dopo aver ricevuto un bellissimo vestito da Larissa si reca alla festa al locale. Qui conosce gli amici di Larissa: scrittori, musicisti, poeti e ne rimane affascinata pur non rivelando di essere ancora una liceale, e come se non bastasse Larissa le propone di scrivere per il giornale. Carrie, accortasi dell'orario, scappa via e prende l'ultimo treno per tornare a casa, rendendosi conto che Manhattan le ha preso la verginità, la sua innocenza, e l'ha profondamente cambiata. Walt va a prenderla alla stazione, dove incontrano Sebastian e Donna intenti a fumare in macchina: Carrie affronta il ragazzo che subito dopo se ne va. Walt le rivela di non essere andato a letto con Maggie e Carrie capisce che la ragazza lo ha tradito andando a letto con qualcun altro. Davanti a casa Bradshaw c'è una volante della polizia e fuori il padre di Carrie preoccupatissimo perché Dorrit è scomparsa. La ragazza rincasa la mattina seguente come se non fosse accaduto nulla e Carrie si infuria con lei dicendo che è stufa di farle da madre e che vorrebbe fare la sorella. Più tardi Tom decide finalmente di sbarazzarsi di tutte le cose della moglie, regalando però un vestito a Dorrit e un paio di occhiali da sole a Carrie, la quale però viene messa in punizione per essere rientrata la sera prima dopo il coprifuoco. Jill intanto è molto giù dato che il ragazzo del college non la chiama più e si sfoga con Carrie. Maggie tradisce Walt con un poliziotto collega di suo padre mentre Walt non capisce se è gay o no.

## Tutti mentono
- Titolo originale: "Lie with Me"
- Diretto da: Alfonso Gomez-Rejon
- Scritto da: Amy B. Harris

### Trama
Dorrit e Carrie sembrano finalmente andare d'accordo passando addirittura del tempo assieme lavando ad esempio la macchina e giocando con l'acqua come due bambine. Larissa avverte Carrie che ha intenzione di fare un servizio fotografico sulla sua borsa per la sua rivista e Carrie è al settimo cielo. Walt intanto si rifiuta di fare sesso con Maggie che si sente sempre più messa da parte e continua a vedersi con il poliziotto collega di suo padre. Sebastian è costretto dal padre ad andare con lui al country club e qui incontra Donna che ci prova spudoratamente con lui e i due rimasti soli su una panchina stanno per baciarsi. Mouse che li aveva visti avverte Carrie che decide di testare la fedeltà del ragazzo che l'indomani le dice di non aver baciato la ragazza ma di aver solo fumato uno spinello con lei. Al lavoro, Barbara, il capo di Carrie la riempie di lavoro proprio quando Larissa la chiama per il servizio fotografico. Un po' riluttante Carrie sta per rifiutare ma sentendo di deludere l'amica e di poter perdere la sua fiducia accetta e corre sul set riuscendo a convincere il suo capo che deve fare delle commissioni. Sul set Carrie è emozionatissima ma si accorge di quanto sia tardi e torna in ufficio dove Barbara l'aspetta e la minaccia di licenziarla ma Carrie la corrompe con un foulard che Larissa le aveva regalato prima. Carrie decisa a passare più tempo con Dorrit le propone di andare assieme in piscina e lei accetta non andando ad un importante corso di regia a cui tiene molto. Sebastian ha voglia di vedere Carrie ma lei è ancora in punizione ma propone al ragazzo di vedersi in piscina anche se si ricorda all'ultimo del suo impegno con la sorella che non appena lo viene a sapere va via amareggiata e dice tutto al padre che si precipita in piscina e vede i due ragazzi baciarsi e si arrabbia parecchio perché Carrie le ha mentito. Walt è deciso a fare l'amore con Maggie ma lei è col poliziotto, lui l'aspetta per ben quattro ore ma quando lei arriva il ragazzo capisce che deve lasciarla e così fa lasciandola in lacrime. Tom non vuole che sua figlia frequenti Sebastian perché non gli piace la famiglia del ragazzo e proibisce a Carrie di uscire con lui e la ragazza ci resta malissimo, Donna intanto continua a provarci con lui e Mouse lo dice a Carrie. Walt racconta a Carrie di aver lasciato Maggie e la stessa sera Maggie, Carrie, Dorrit e Mouse passano una serata assieme parlando dei loro ragazzi scherzando e ridendo.

## Maneggiare con cura
- Titolo originale: "Read Before Use"
- Diretto da: Daisy von Scherler Mayer
- Scritto da: Terri Minsky

### Trama
A scuola Carrie Maggie e Mouse parlano della rottura di Maggie con Walt e di quanto la ragazza possa essere melodrammatica per certe situazioni. Carrie incontra Sebastian ma ricorda il divieto tassativo del padre di frequentarlo ma durante l'intervallo il giovane le propone di uscire a cena fuori e lei accetta. Carrie chiede consigli a Larissa che le dice di non lasciarsi scappare questo ragazzaccio. Tom intanto sta facendo spese per le sue figlie e deve comprar loro degli assorbenti e chiede aiuto ad una donna che non appena scoperta la sua vedovanza inizia a provarci con lui. Non appena il padre torna a casa Carrie gli chiede se può uscire con Sebastian ma lui ribadisce di no e qui Carrie scopre che il ragazzo e la sua famiglia sono clienti del padre e che nascondono qualcosa, infatti durante la notte Carrie fruga tra le cartelle di suo padre e scopre il segreto di Sebastian: nella sua precedente scuola ha avuto una relazione con un'insegnante. L'indomani Carrie ne parla con le sue amiche dato che poco dopo dovrà vedere Sebastian che però le consigliano di lasciare correre e che non c'è nulla di male. Dorrit dopo un ennesimo litigio col padre esce e ruba un criceto da un negozio di animali e lo nasconde al padre e alla sorella. Carrie lo scopre mentre cerca un vestito per Mouse che ha un appuntamento con Seth e qui dice alla sorella che deve riportarlo al negozio di animali dato che non ha nemmeno una gabbia ma Dorrit le dice che se lei farà la spia sul criceto allora lei rivelerà al padre che Carrie sta uscendo con Sebastian, la giovane deve per forza sottostare al ricatto della sorella. Al parco Sebastian e Carrie ascoltano musica e tra di loro c'è un nuovo bacio ma quando Sebastian per scherzare dice che ha avuto una brava insegnante di baci manda Carrie in panico che ricorda il suo segreto e va via sconvolta. Maggie intanto si sta sbarazzando di tutte le cose di Walt e distrugge il grosso panda di peluche che il ragazzo le aveva vinto due anni prima ma subito dopo si pente e corre da Carrie per farlo aggiustare ma qui trova solo Dorrit che intanto ha perso il criceto ma decide comunque di darle una mano a riparare il peluche e qui Maggie capisce di essere davvero melodrammatica e Dorrit di non saper prendersi cura nemmeno di un criceto. Carrie porta Mouse e Seth, il ragazzo universitario, ad una festa organizzata da Larissa che però non è altro che una mostra di pop-art dove un'ex pornostar per un pence mostra al pubblico la sua vagina, Mouse e Seth imbarazzati vanno via mentre Carrie rimane e paga per vedere la vagina della donna che colpita dal suo sguardo le dice di non arrendersi e di non fare in modo che siano gli altri a decidere per lei, Carrie allora capisce che deve affrontare il padre che intanto è uscito con un collega in un locale dove ha incontrato una bella donna che gli lascia il suo numero. Carrie a casa rivela al padre di aver frugato tra le sue carte per scoprire il segreto di Sebastian e l'uomo si arrabbia molto e dice che da ora in poi non avrà più molta fiducia nella ragazza. L'indomani Carrie dice a Sebastian di aver scoperto il suo segreto e che di conseguenza lo sanno le sue migliori amiche, lui allora si arrabbia e dice a Carrie che tra loro non può funzionare. Mouse e Seth intanto si mettono insieme ufficialmente dopo che lui l'ha definita la sua ragazza. Tom scopre il criceto di Dorrit e permette alla figlia di tenerlo e tutti e tre corrono a comprare il necessario per la bestiolina e qui Carrie chiede scusa al padre e promette che non vedrà più Sebastian.

## La notte di Halloween
- Titolo originale: Fright Night
- Diretto da: Jennifer Getzinger
- Scritto da: Henry Alonso Myers

### Trama
Halloween è finalmente arrivato e tutti si organizzano per passare alla grande la sera più terrificane dell'anno. Carrie cerca in tutti i modi di evitare Sebastian a scuola ma puntualmente lo incontra ad ogni angolo e dietro ogni porta, Walt le dice che anche per lui è successo la stessa cosa dopo aver lasciato Maggie. Sebastian prenota un locale per una festa privata a cui Carrie non è stata invitata e la ragazza ci resta un po' male ma non si perde d'animo e insieme a Walt decide di andare ad una festa organizzata da Larissa: la sua prima festa senza doversi occupare della sorella. Carrie si traveste da Diana mentre Walt dal principe Carlo, Dorrit trova halloween stupido e da sfigati e preferisce passarlo devastando case con uova, spary e carta igienica ma viene fermata dal padre e messa in punizione. Maggie e Mouse, annoiate dalla serata, decidono di andare alla festa organizzata da Sebastian anche se Mouse odia il ragazzo per come ha trattato la sua amica. Alla festa di Larissa intanto Carrie e Walt vengono accolti dalla ragazza che subito presenta loro Bennet Wilcox un affascinante ragazzo che scrive per il giornale della ragazza e della quale Walt è un fan accanito mentre Carrie è molto affascinata da lui. Larissa dà ai due giovani della pasticche di ecstasy, Carrie non la prende mentre Walt lo fa e inizia a sballarsi. Alla festa di Sebastian intanto Mouse sfida Sebastian ad un videogame e lo batte e qui Mouse capisce che Sebastian non è affatto un cattivo ragazzo. Dorrit invece è rinchiusa in casa a vedere un film dell'orrore, il padre tenta un approccio con lei ma la ragazza si dimostra antipatica e scontrosa al massimo. Alla festa di Larissa Carrie deve occuparsi di quest'ultima completamente fatta di ecstasy e ubriaca e perde di vista Bennet che finisce per parlare con Walt e tra i due c'è un bacio ma Walt resta sconvolto da questo fatto e ripete ossessivamente di non essere gay e da del "finocchio" a Bennet e si allontana per le vie della città. Sistemata Larissa Carrie decide di divertirsi con Bennet ma scopre che Walt è andato via e allora decide di andare a cercarlo e capisce che anche stavolta ha passato la festa di Halloween a badare a qualcuno. Alla festa di Sebastian intanto Mouse e il ragazzo si dividono uno spinello ma ecco che arriva l'agente di polizia che ha una storia con Maggie pronto a rovinare la festa ma la ragazza riesce a convincerlo a chiudere un occhio o dirà al padre della loro storia(cosa che potrebbe costargli il posto perché Maggie è minorenne, inoltre è la figlia del suo capo). Walt assiste ad un episodio di omofobia per le strade di New York e difende i due ragazzi omosessuali che stavano per essere aggrediti. Bennet rivela a Carrie di essere gay e lei allora trovato Walt decide di tornare a casa. Dorrit spaventata per il film si addormenta tra le braccia del padre e Sebastian porta una Mouse strafatta a casa di Carrie che lo ringrazia e decide di diventare sua amica.